# دهستان بجاچو
دهستان بجاچو (به لاتین: Bjacho Gewog) یک دهستان در کشور بوتان است که در ناحیهٔ چوخا واقع شده‌است. دهستان بجاچو ۱۴۰ کیلومتر مربع مساحت دارد.